# Могильные курганы в Йонсандоне

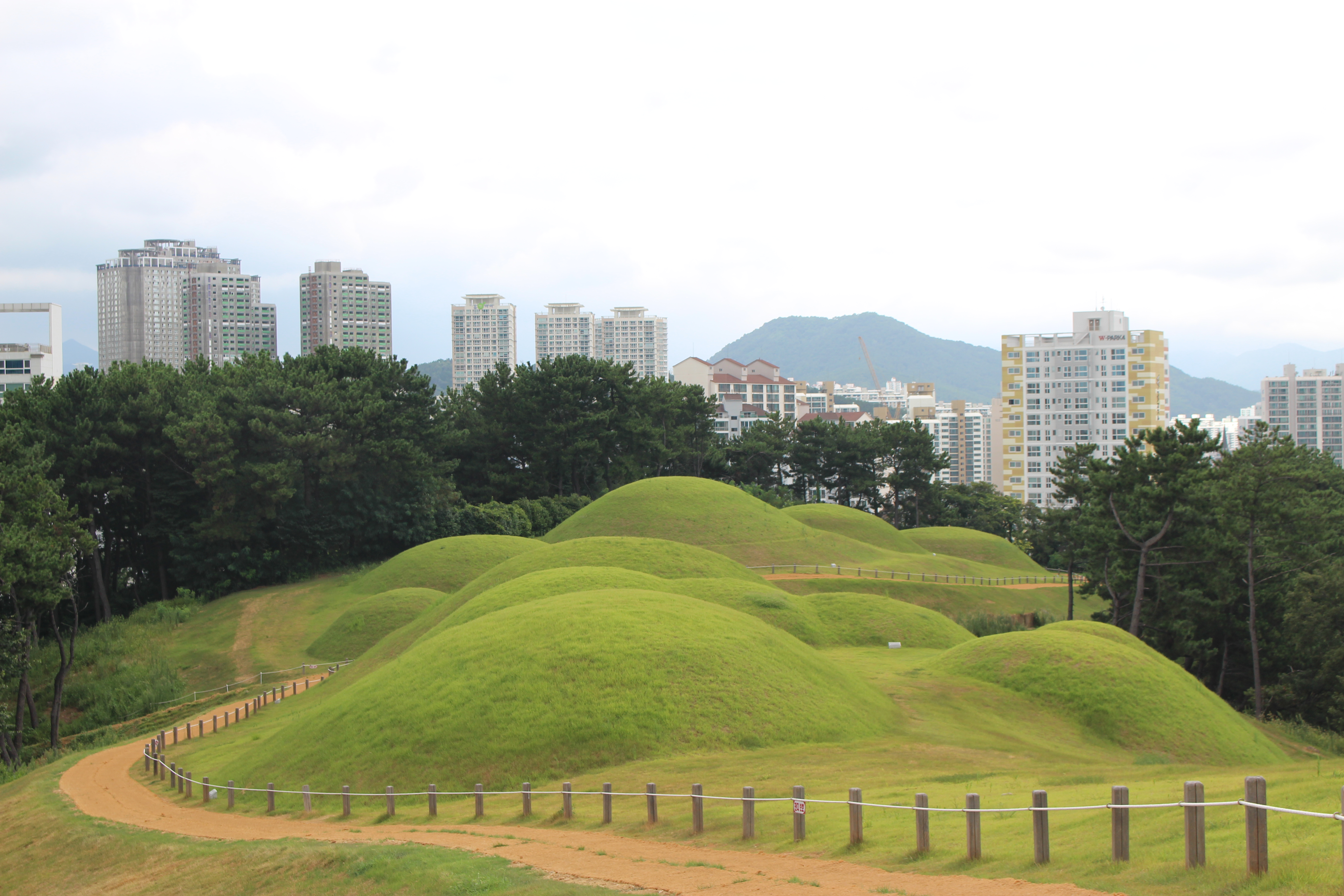
Могильные курганы в Йонсан-доне

Могильные курганы в Йонсандоне (кор. 연산동 고분군 Йонсандон-кобунгун) — археологический памятник, представляющий собой древние курганы в Йонсандоне района Йонджегу города-метрополии Пусан, Республика Корея.
Эти могильные курганы — единственные в Пусане гробницы периода Кая (V—VI века). По гребню горы Пэсан расположены 18 гробниц, вокруг них были обнаружены черепки глиняной посуды. Это указывает на то, что они были могилами членов правящего класса государства-крепости Кочхильсан-гук, которые жили здесь во время проживания племенного союза Кая.
В течение периода японской оккупации Кореи курганы были раскопаны. 
В 1972 году могильные курганы в Йонсандоне занесены в реестр памятников архитектуры города-метрополии Пусан под номером 2.